# Wout Poels
Wouter Lambertus Martinus Henricus Poels, detto Wout (Venray, 1º ottobre 1987), è un ciclista su strada olandese che corre per l'XDS Astana Team. Professionista dal 2009, ha vinto la Liegi-Bastogne-Liegi 2016.

## Carriera

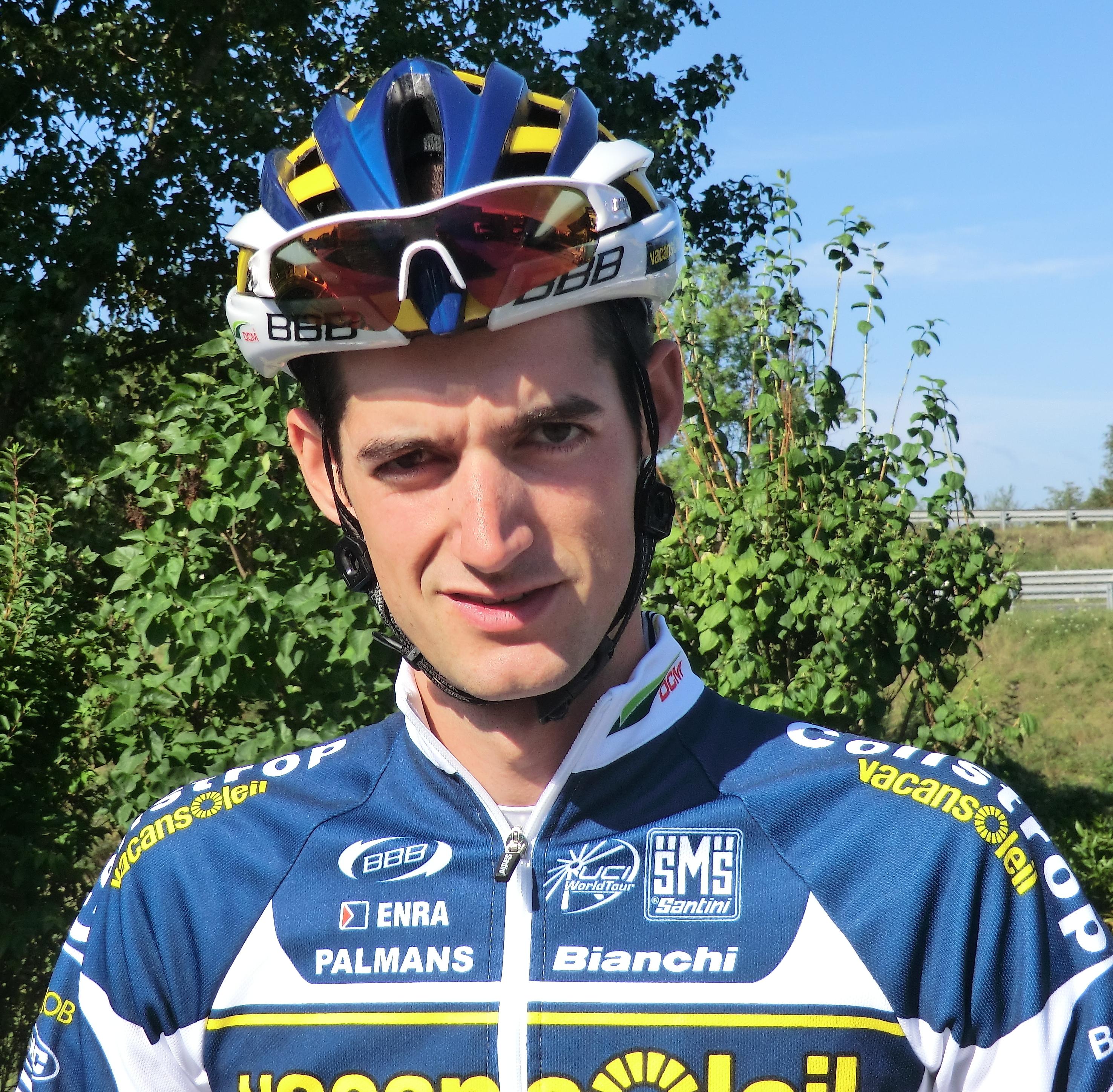
Wout Poels al Tour de l'Ain 2013.

Originario della provincia del Limburgo, Poels iniziò la carriera nel 2006 con la Fondas-P3 Transfer, squadra Continental divenuta nel 2008 P3 Transfer-Batavus e nel 2009, con annesso salto alla categoria Professional Continental, Vacansoleil. Ottenne il primo successo nel 2008, alla Vuelta Ciclista a León; due anni dopo trionfò nella quarta tappa del Tour de l'Ain, giungendo secondo nella classifica generale della corsa, e nella quarta frazione del Tour of Britain.
Nel 2011 colse due successi, in agosto vinse nella terza tappa del Tour de l'Ain; chiuse comunque terzo in classifica al Tour Méditerranéen, portando a casa anche la maglia bianca di miglior giovane, terzo alla Vuelta a Murcia e quarto al Tour de Pologne. Al Tour de France fu costretto al ritiro, prese quindi parte alla Vuelta a España, vincendo a tavolino la quindicesima tappa, con traguardo sull'Angliru, dopo la squalifica di Juan José Cobo e concludendo al sedicesimo posto nella generale.
Nel 2012, sempre in maglia Vacansoleil, Poels si classificò terzo alla Vuelta a Murcia e secondo nella prima tappa del Giro dei Paesi Baschi; in giugno vinse invece una frazione al Giro del Lussemburgo, concludendo secondo nella graduatoria generale e primo in quella per i giovani. L'anno dopo portò a termine il Tour de France al ventottesimo posto, si aggiudicò inoltre una tappa, la terza in carriera, al Tour de l'Ain. Al termine dell'anno, con la chiusura della Vacansoleil, passò al team Omega Pharma-Quickstep.
Nel 2014 vinse la quarta tappa della Giro dei Paesi Baschi; in stagione partecipò anche al Giro d'Italia e alla Vuelta a España, concludendoli entrambi. Nel 2015 si trasferì tra le file del Team Sky, primo olandese a vestire la maglia della squadra. Con la formazione britannica si aggiudicò la quarta frazione della Tirreno-Adriatico, vestendo per un giorno anche la maglia di leader della corsa.

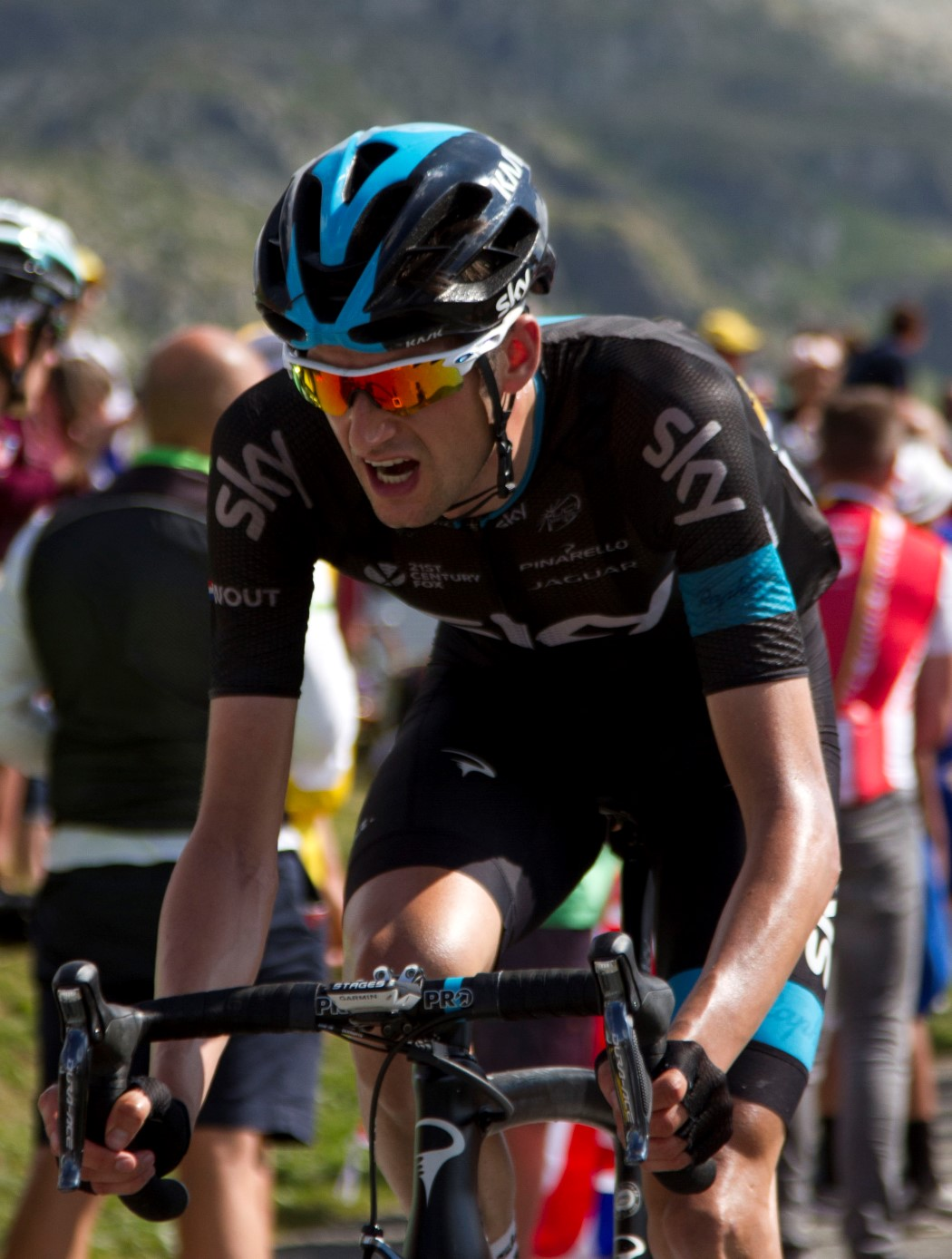
Wout Poels in azione durante il Tour de France 2015.

Comincia bene il 2016 vincendo il prologo, la tappa con arrivo a Xorret del Catí e la classifica finale della Vuelta Valenciana. Dopo essersi imposto in solitaria nella 5ª, vallonata, tappa della Volta Ciclista a Catalunya si piazza 4º a 4" da Alejandro Valverde alla Freccia Vallone. Pochi giorni dopo si impone in solitaria alla Liegi-Bastogne-Liegi: grazie ad una accelerazione sullo strappo finale riesce a precedere Michael Albasini e Alberto Rui Faria da Costa. Successivamente partecipa al Tour de France in veste di gregario di Chris Froome, aiutando il proprio compagno a vincere la corsa soprattutto nelle tappe di montagna. Coglie l'ultimo successo stagionale al Tour of Britain, imponendosi con 7" su Rohan Dennis, sull'arrivo in salita di Haytor Dartmoor.
A causa di un infortunio al ginocchio è costretto a saltare molte corse, tra cui la Liegi-Bastogne-Liegi di cui è campione uscente, durante la primavera 2017. Rientra in gara alla Route du Sud, nel mese di giugno, ma non viene convocato per il Tour de France. Dopo aver vinto la settima tappa del Tour de Pologne, che conclude al terzo posto della classifica, prende il via della Vuelta a España, aiutando il compagno Chris Froome a vincere la corsa. Nonostante i compiti di gregariato si mantiene con i primi della classifica, in particolare giunge secondo a 17" da Alberto Contador nella tappa dell'Angliru e conclude la corsa al sesto posto in classifica, ottenendo così la prima top ten in un grande giro.
A inizio 2018 si impone per distacco al termine della seconda tappa della Vuelta a Andalucia, conquista il primato in classifica ma poi lo perde due giorni dopo in favore di Tim Wellens, terminando al secondo posto della classifica generale. Alla Parigi-Nizza vince la quarta tappa a cronometro e durante la sesta tappa, mentre è secondo in classifica, è costretto a ritirarsi a causa di una caduta nella quale si frattura una clavicola.

## Palmarès

### Strada
- 2008 (P3 Transfer-Batavus, una vittoria)

Classifica generale Vuelta Ciclista a León
- 2010 (Vacansoleil Pro Cycling Team, due vittorie)

4ª tappa Tour de l'Ain (Culoz > Belley)
4ª tappa Tour of Britain (Minehead > Teignmouth)
- 2011 (Vacansoleil-DCM Pro Cycling Team, due vittorie)

3ª tappa Tour de l'Ain (Nantua > Lélex)
15ª tappa Vuelta a España (Avilés > Alto de l'Angliru)
- 2012 (Vacansoleil-DCM Pro Cycling Team, una vittoria)

3ª tappa Giro del Lussemburgo (Eschweiler > Differdange)
- 2013 (Vacansoleil-DCM Pro Cycling Team, una vittoria)

4ª tappa Tour de l'Ain (Nantua > Belley)
- 2014 (Omega Pharma-Quick-Step Cycling Team, una vittoria)

4ª tappa Giro dei Paesi Baschi (Vitoria-Gasteiz > Eibar/Arrate)
- 2015 (Team Sky, due vittorie)

4ª tappa Tirreno-Adriatico (Indicatore > Castelraimondo)
5ª tappa Tour of Britain (Prudhoe > Hartside Fell)
- 2016 (Team Sky, sei vittorie)

1ª tappa Volta a la Comunitat Valenciana (Benicasim > Oropesa del Mar, cronometro)
4ª tappa Volta a la Comunitat Valenciana (Orihuela > Xorret de Catí)
Classifica generale Volta a la Comunitat Valenciana
5ª tappa Volta Ciclista a Catalunya (Rialp > Valls)
Liegi-Bastogne-Liegi
6ª tappa Tour of Britain (Sidmouth > Haytor)
- 2017 (Team Sky, una vittoria)

7ª tappa Giro di Polonia (Bukowina Resort > Bukowina Tatrzańska)
- 2018 (Team Sky, tre vittorie)

2ª tappa Vuelta a Andalucía (Otura > Alto de las Allandas)
4ª tappa Parigi-Nizza (La Fouillouse > Saint-Étienne, cronometro)
6ª tappa Tour of Britain (Barrow-in-Furness > Whinlatter Pass)
- 2019 (Team Ineos, una vittoria)

7ª tappa Giro del Delfinato (Saint-Genix-les-Villages > Les Sept Laux-Pipay)
- 2022 (Bahrain Victorious, due vittorie)

4ª tappa Vuelta a Andalucía (Cúllar Vega > Baza)
Classifica generale Vuelta a Andalucía
- 2023 (Bahrain Victorious, due vittorie)

15ª tappa Tour de France (Les Gets > Saint-Gervais-Monte Bianco)
20ª tappa Vuelta a España (Manzanares el Real > Guadarrama)
- 2024 (Bahrain Victorious, una vittoria)

5ª tappa Tour de Hongrie (Siófok > Pécs)
- 2025 (XDS Astana Team, due vittorie)

4ª tappa Giro di Turchia (Marmaris > Akyaka)
Classifica generale Giro di Turchia

#### Altri successi
- 2007 (P3Transfer-Fondas Team)

Classifica scalatori Vuelta Ciclista Internacional a Extremadura
- 2008 (P3 Transfer-Batavus)

Classifica giovani Volta Ciclista Internacional a Lleida
- 2011 (Vacansoleil-DCM Pro Cycling Team)

Classifica giovani Tour Méditerranéen
- 2012 (Vacansoleil-DCM Pro Cycling Team)

Classifica giovani Tirreno-Adriatico
Classifica giovani Giro del Lussemburgo
- 2013 (Vacansoleil-DCM Pro Cycling Team)

Mijl van Mares
- 2014 (Omega Pharma-Quick-Step Cycling Team)

1ª tappa Tirreno-Adriatico (Donoratico > San Vincenzo, cronosquadre)
Grote Prijs Paul Borremans
- 2015 (Team Sky)

Daags na de Tour
Ridderronde Maastricht
- 2016 (Team Sky)

Classifica a punti Volta a la Comunitat Valenciana
Classifica scalatori Volta a la Comunitat Valenciana
RaboRonde Heerlen
- 2018 (Team Sky)

Classifica a punti Vuelta a Andalucía
- 2025 (XDS Astana Team)

Classifica scalatori Giro di Turchia

## Piazzamenti

### Grandi Giri
- Giro d'Italia

2014: 21º
2018: 12º
2022: 34º
2025: 50º
- Tour de France

2011: ritirato (9ª tappa)
2012: ritirato (6ª tappa)
2013: 28º
2015: 44º
2016: 28º
2018: 58º
2019: 26º
2020: 110º
2021: 16º
2023: 27º
2024: 43º
- Vuelta a España

2011: 16º
2013: ritirato (14ª tappa)
2014: 38º
2017: 6º
2019: 34º
2020: 6º
2021: 23º
2022: non partito (9ª tappa)
2023: 15º

### Classiche monumento
- Liegi-Bastogne-Liegi

2011: ritirato
2012: 76º
2014: 80º
2016: vincitore
2018: 117º
2019: 10º
2020: 87º
2021: 109º
2022: 38º
2023: 42º
2024: 30º
- Giro di Lombardia

2009: 118º
2011: ritirato
2014: ritirato
2015: 12º
2016: ritirato
2017: 38º
2022: ritirato
2024: 105º

### Competizioni mondiali
- Campionati del mondo

Melbourne 2010 - In linea Elite: 42º
Copenhagen 2011 - In linea Elite: 88º
Ponferrada 2014 - In linea Elite: 57º
Bergen 2017 - In linea Elite: ritirato
Innsbruck 2018 - In linea Elite: ritirato
Wollongong 2022 - In linea Elite: 81º
- Giochi olimpici

Rio de Janeiro 2016 - In linea: ritirato

### Competizioni continentali
- Campionati europei

Plumelec 2016 - In linea Elite: 18º